# Tim Power : Héros du feu
Tim Power : Héros du feu sur Nintendo DS est développé par Magic Pockets et édité par Ubisoft sorti en 2008. Tim Power est un titre qui s'adresse aux plus jeunes garçons. Dans cet opus, le joueur doit secourir les victimes du feu et éteindre les incendies à travers la ville le plus rapidement possible avec son camion personnalisé.

## Système de jeu
Tim Power : Héros du feu est un ensemble de mini-jeux enfantins pour amuser les plus jeunes garçons. Lorsqu'un mini-jeu est réussi, le joueur gagne des accessoires pour son véhicule d'intervention. Ce sont des jeux très simples mais limités par le temps.